# Mulazzano
Mulazzano är en ort och kommun i provinsen Lodi i regionen Lombardiet i Italien. Kommunen hade 5 798 invånare (2018).